# Tulungrejo (Madiun)
Tulungrejo is een bestuurslaag in het regentschap Madiun van de provincie Oost-Java, Indonesië. Tulungrejo telt 1936 inwoners (volkstelling 2010).